# Gabriel de Cárdenas Maldonado

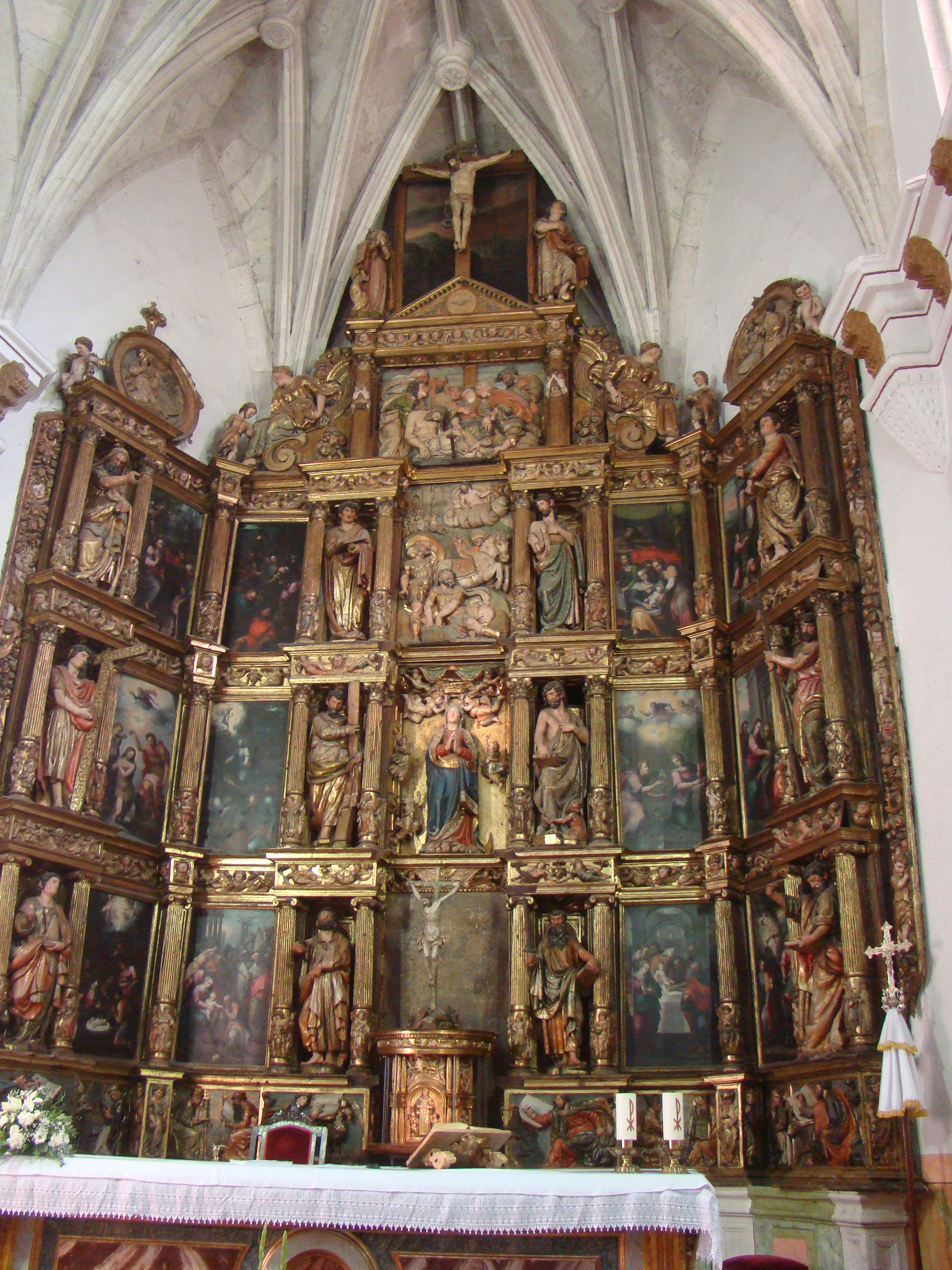
Retablo mayor de la Asunción de Cogeces del Monte.

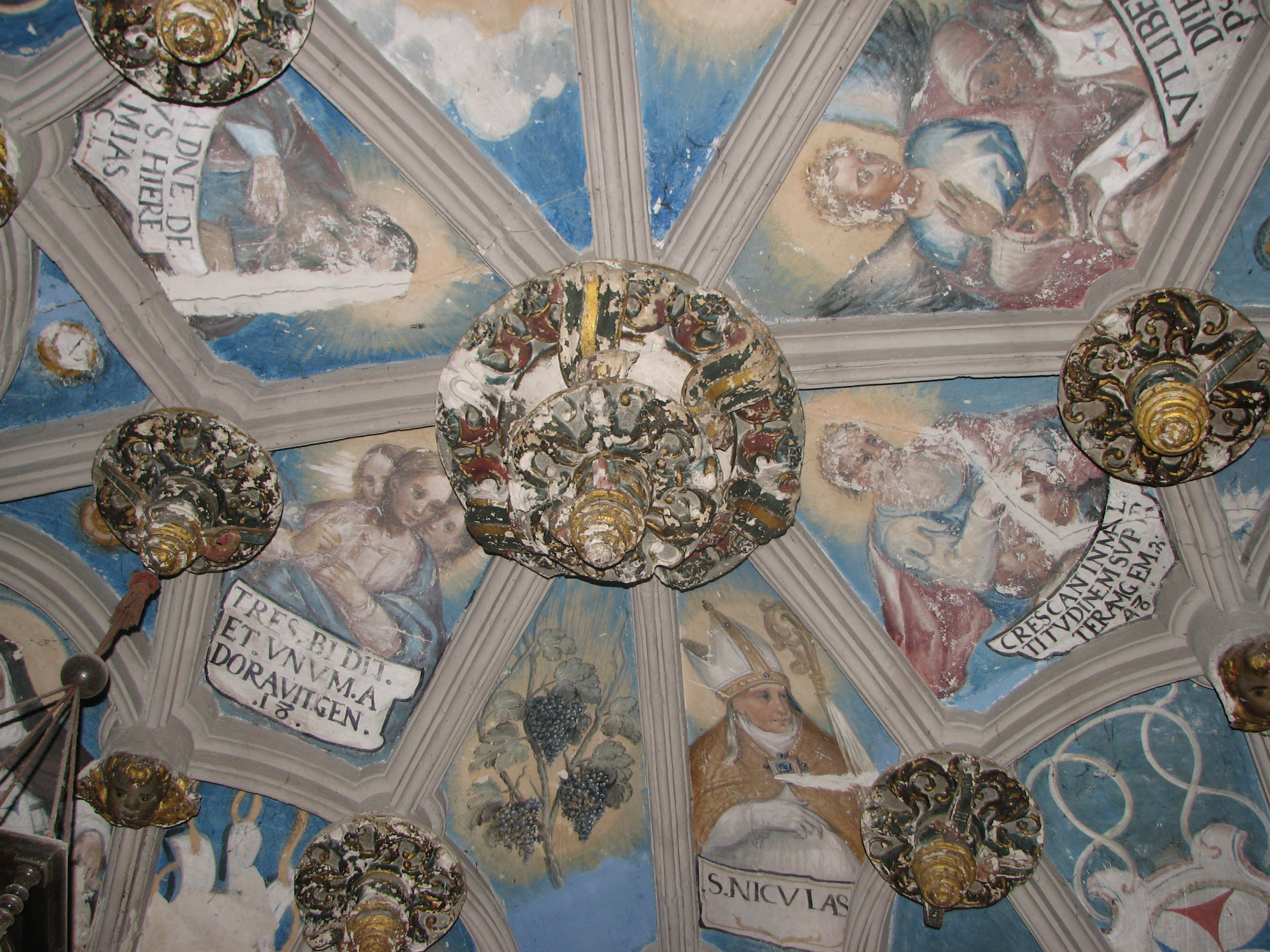
Bóveda del convento de la Santísima Trinidad de Cuéllar.

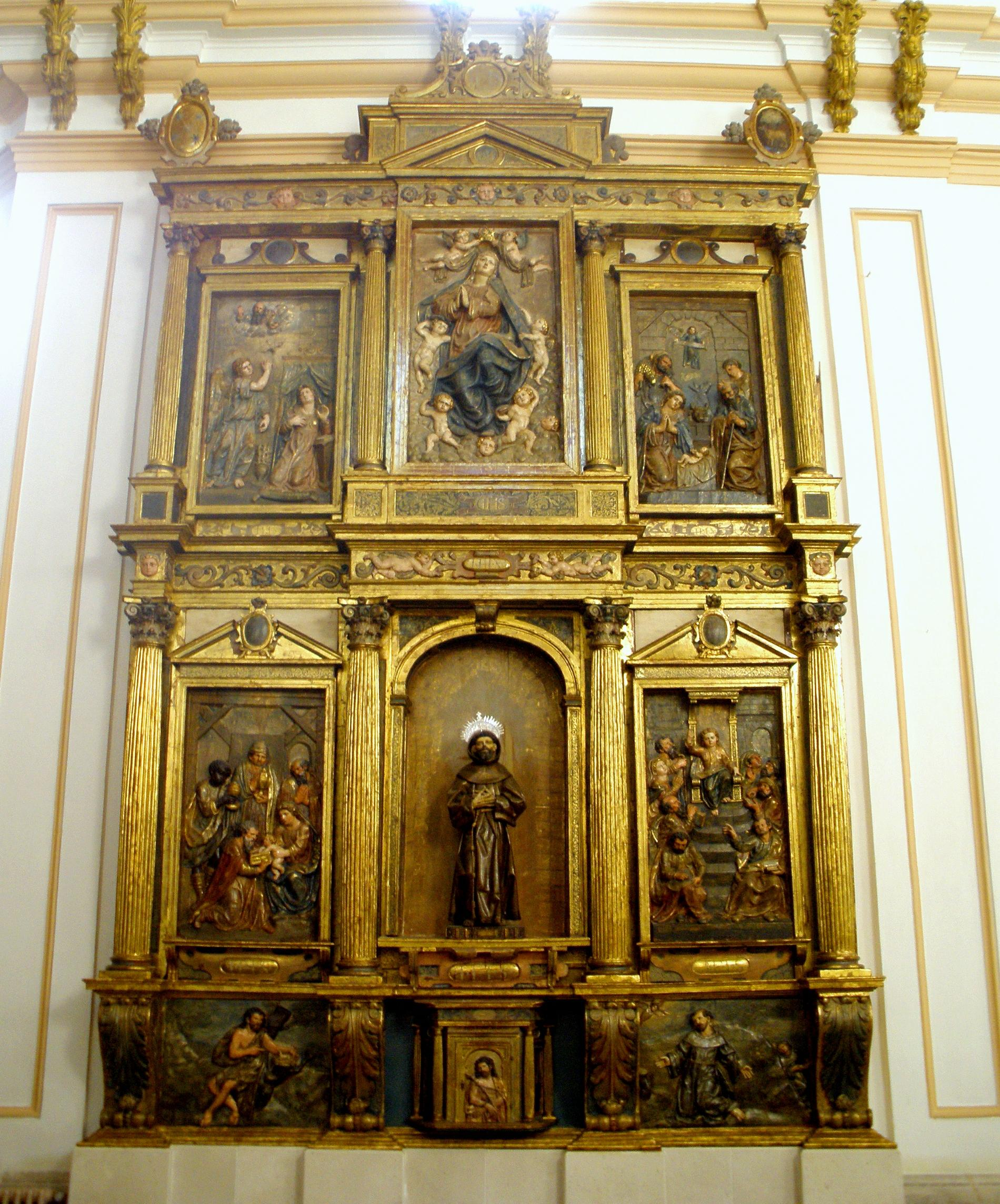
Antiguo retablo mayor de la Concepción de Cuéllar.

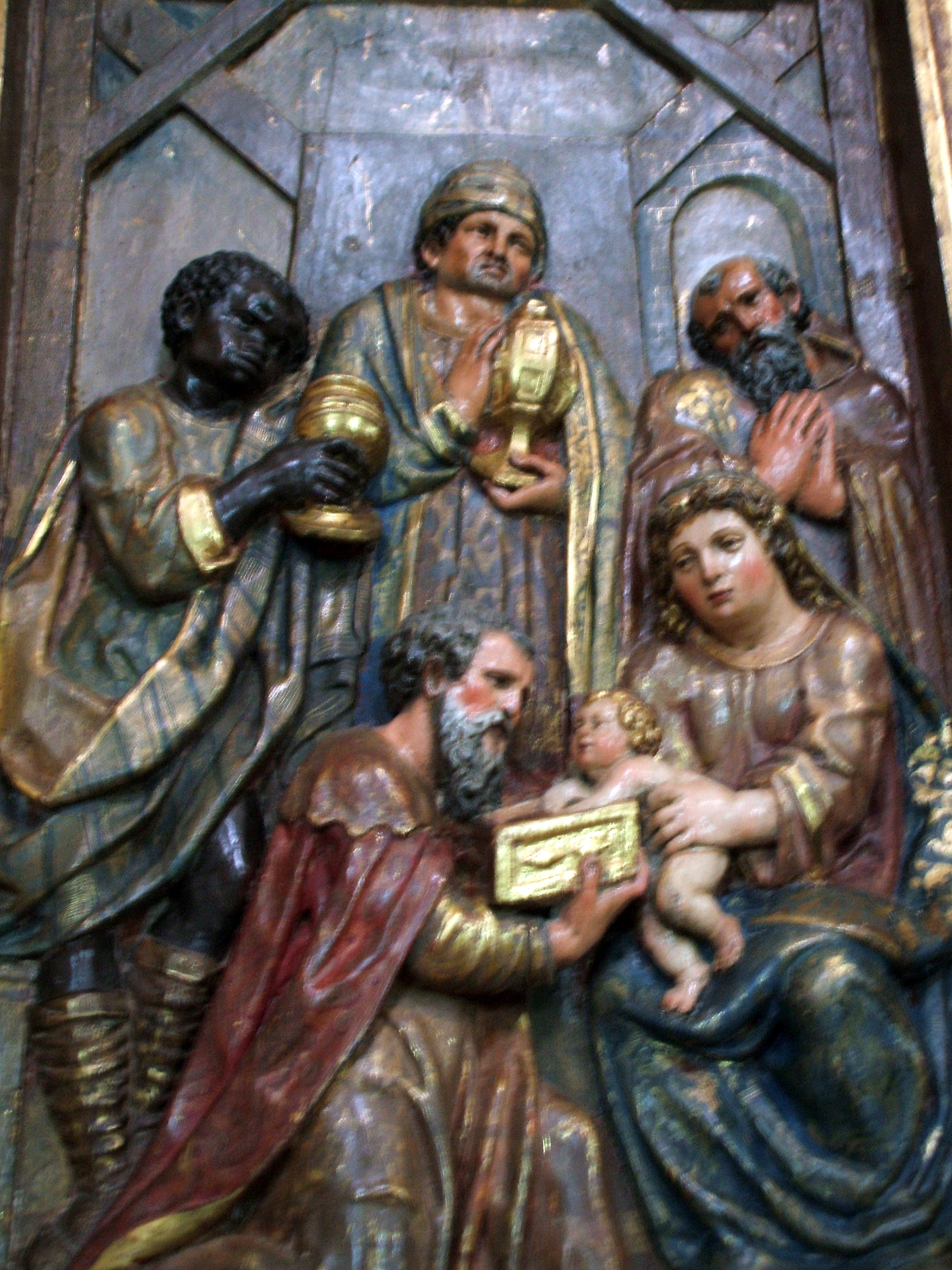
Detalle del retablo de la Concepción de Cuéllar.

Gabriel de Cárdenas Maldonado (Cuéllar, c. 1560-c. 1603) fue un pintor y dorador español de los siglos XVI y XVII, considerado el artista más reconocido de la zona de influencia de Cuéllar en el último tercio del siglo XVI. Colaboró habitualmente con los escultores Pedro de Bolduque y Roque Muñoz.

## Biografía
Nació en Cuéllar (Segovia) hacia 1560. Fue hijo del pintor Julián Maldonado y de Catalina de Lemos, y sobrino del también pintor Juan Maldonado. Debió de formarse junto a su padre en el taller familiar, y con él se registran sus primeras obras. Debió de tener estrecho contacto con el pintor florentino afincado en Valladolid Benedetto Rabuyate.
Su obra comparte las características de la escuela vallisoletana. Se caracteriza por una influencia flamenco-italiana, demostrando conocimientos de la pintura italiana del Cinquecento, de pintores como Antonio Allegri da Correggio, Francesco Bassano o su hijo Jacopo Bassano, que refleja en el retablo mayor de la iglesia de la Asunción de Cogeces del Monte (Valladolid), una de sus mejores obras, lo que hace suponer que realizase alguna visita al Real Monasterio de San Lorenzo de El Escorial, donde pudo conocer las obras de los pintores italianos. También utiliza algunos modelos de Rafael, como demuestra su tríptico de la Virgen de la Rosa, en el Museo del Prado, en el que sigue el modelo de la Sagrada familia con san Juanito.
Su actividad artística se documenta entre 1580, en que se fechan las pinturas del retablo mayor de Cogeces del Monte (Valladolid), y hasta 1603, año en que se cree que falleció. Fruto de su matrimonio con María de la Cruz nació Julián de Cárdenas Maldonado, que ingresó en 1618 como aprendiz en el taller del pintor Antonio de Batala.
Además de las obras registradas, se sabe que estaba realizando otros trabajos desconocidos. En 1589 aparece trabajando para la cofradía de la Virgen del Rosario de Mozoncillo (Segovia), en 1593 en la ermita de santa María del Otero en término de Lovingos, en 1596 pintó las sargas de la iglesia de san Andrés, siguiendo el modelo de las de la iglesia de santa María de la Cuesta, también de Cuéllar. En 1600 aparece realizando el monumento de Semana Santa para la iglesia cuellarana de santa Marina, y ese año comenzó a cobrar la pintura de un retablo de la Virgen del Carmen para la iglesia de Santiago de Sepúlveda (Segovia), que no llegó a terminar. Sus últimos trabajos debieron de ser la pintura de un retablo dedicado a san Miguel para Cogeces del Monte (Valladolid), que trataba en 1600, y otros trabajos que realizaba el mismo año en la iglesia de Nuestra Señora del Manto de Riaza (Segovia), cuyos últimos pagos fueron recibidos por su viuda en 1603.

## Obras
- Pinturas del retablo de san Pedro en la iglesia de San Miguel de Fuentepelayo (Segovia), en 1586,[7] obra de Pedro de Bolduque, y en el que trabajó junto a su padre.[5] Representan a la Virgen del Rosario con santo Domingo, las monjas de la orden en el medallón y el niño Jesús triunfante.[1]
- Retablo manierista de la iglesia del Salvador de Fuentepelayo (Segovia), en el que trabajó junto a su padre,[8] antes de 1588.
- Tríptico de la Virgen de la Rosa, realizado en 1588, que fue descubierto por Diego Angulo Íñiguez en la colección Jane Hauser de Nueva York, y fue adquirido por el Museo del Prado (Madrid) en 1983.[9][2][4]
- Pinturas, dorado y policromía de las imágenes del antiguo retablo mayor del convento de la Purísima Concepción de Cuéllar en 1589, obra de Pedro de Bolduque.[5]
- Pinturas, dorado y policromía de las imágenes de los retablos colaterales del convento de la Purísima Concepción de Cuéllar, obras de Pedro de Bolduque, en 1589; desaparecidos. Uno de ellos tenía la historia de san Joaquín y santa Ana, con santa Lucía en el ático, y el otro la santa cena, con santa Catalina en el ático.[5] También pintó y doró dos escudos en la pared de la iglesia, que posiblemente sean los que se conservan,[10] así como seis ciriales.[11]
- Dorado de una imagen de Cristo para la iglesia de la Asunción de Cogeces del Monte (Valladolid) que ya había entregado en 1589.[5]
- Pinturas del retablo mayor de la iglesia de la Asunción de Cogeces del Monte (Valladolid), hacia 1580. Se compone de doce tablas con escenas de la vida de Jesucristo y de la Virgen, donde utiliza la técnica del claroscuro.[12]
- Pinturas del retablo mayor de la iglesia de santa María Magdalena de Vegafría (Segovia) después de 1592, obra del escultor Pedro de Santoyo.[2]
- Pinturas de El Lavatorio, La Santa Cena, el Prendimiento y Nuestra Señora con San Juan y Santa Magdalena y la Quinta Angustia, para la capilla de los Rojas en el monasterio de san Francisco por encargo de Melchor de Rojas y Velázquez en 1592, desaparecidas. La de la Quinta Angustia copiaba una pintura que había en el claustro del hospital de santa María Magdalena, de Cuéllar.[6]
- Pintura de la Quinta Angustia del Hospital de la Magdalena de Cuéllar, que habría realizado antes de 1592, y que Velasco Bayón atribuye a Cárdenas Maldonado, aunque no se conserve.[10]
- Pinturas murales de san Lorenzo, san Esteban y san Antonio para el testero del convento de la Concepción de Cuéllar, por encargo de su fundador, Melchor de Rojas y Velázquez, en 1592; desaparecidas.[6]
- Policromía del retablo mayor del convento de la Santísima Trinidad de Cuéllar (Segovia), en 1594.[2]
- Pinturas al temple de la bóveda del convento de la Trinidad de Cuéllar (Segovia), hacia 1594.[2]
- Dorado y pinturas del retablo de la Quinta Angustia en la iglesia de santa María de Fuentepelayo (Segovia) en 1595.[2][6] Son cuatro pinturas con la Oración en el huerto, el prendimiento de Cristo, la flagelación de Cristo y la subida al Calvario,[1] inspiradas en Sebastiano del Pombo y Tiziano.[2]
- Pintura del retablo de san Pedro para la iglesia de san Nicolás de Bari de Fuentepiñel (Segovia), del que recibió pagos en 1594.[6]
- Tríptico-oratorio para Bartolomé González, en 1595.[2]
- Pintura de los retablos mayor y colaterales del Hospital de Santa María Magdalena de Fuentidueña, que estaba cobrando en 1595; desaparecidos, por orden del marqués de Ladrada. También realizó pinturas en los muros.[6]
- Pintura de la Adoración de los pastores, de la casa parroquial de Cuéllar (Segovia) en 1597. Firmada Maldonado me f. en Cuéllar 1597, debe proceder de un antiguo retablo.[10]
- Pintura de la Venida del Espíritu Santo, de la casa parroquial de Cuéllar (Segovia) hacia 1597 No está firmada, pero debe pertenecer al mismo retablo que la Adoración de los pastores.[10]
- Pinturas del retablo de la ermita de san Roque de Mozoncillo (Segovia), firmado el 21 de febrero de 1600, junto al escultor Roque Muñoz.[13]
- Dorado del tabernáculo de la iglesia de santa Marina de Cuéllar, que cobró en 1600; desaparecido.[6]
- Pinturas del retablo del Rosario para Valles de Fuentidueña, parcialmente incorporadas al retablo mayor de la iglesia de santa María Magdalena.[2]
- Pintura de los retablos del refectorio y de la capilla cementerial del convento de la Concepción de Cuéllar; el del refectorio está coronado por un crucificado.[6]